# Salijan Xarípov
Salijan Xakírovitx Xarípov (rus: Салижан Шакирович Шарипов) (nascut el 24 d'agost de 1964 a Uzgen, Província d'Oix, RSS del Kirguizstan, ara a Kirguizstan) és un cosmonauta Kirguís d'ascendència uzbeka. Xarípov és coautor i investigador del Projecte Advanced Diagnostic Ultrasound in Microgravity. Ha estat a l'espai dues vegades i va dur a terme dos passeigs espacials. Xarípov es va retirar el 18 de juliol de 2008.